# Bardane
Arctium
Genre
Classification phylogénétique

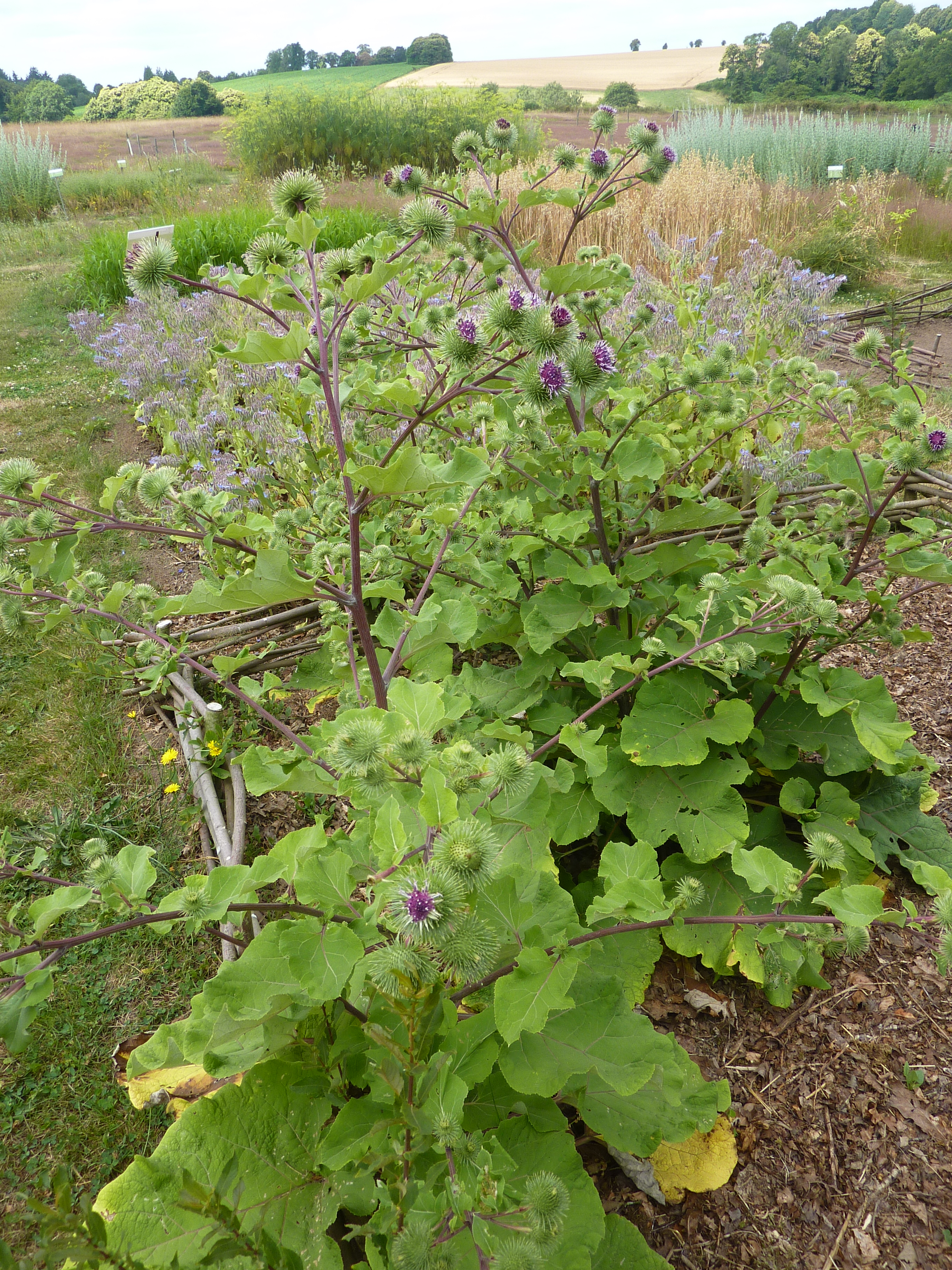
Bardane (Arctium lappa).

Les bardanes sont des plantes à fleurs qui appartiennent au genre Arctium et à la famille des Astéracées (ou Composées). Ce sont des plantes bisannuelles souvent de grande taille, reconnaissables à leurs capitules dont les bractées se terminent par des sortes de crochets, ce qui permet à ces capitules de s'accrocher aux vêtements et au pelage des animaux.

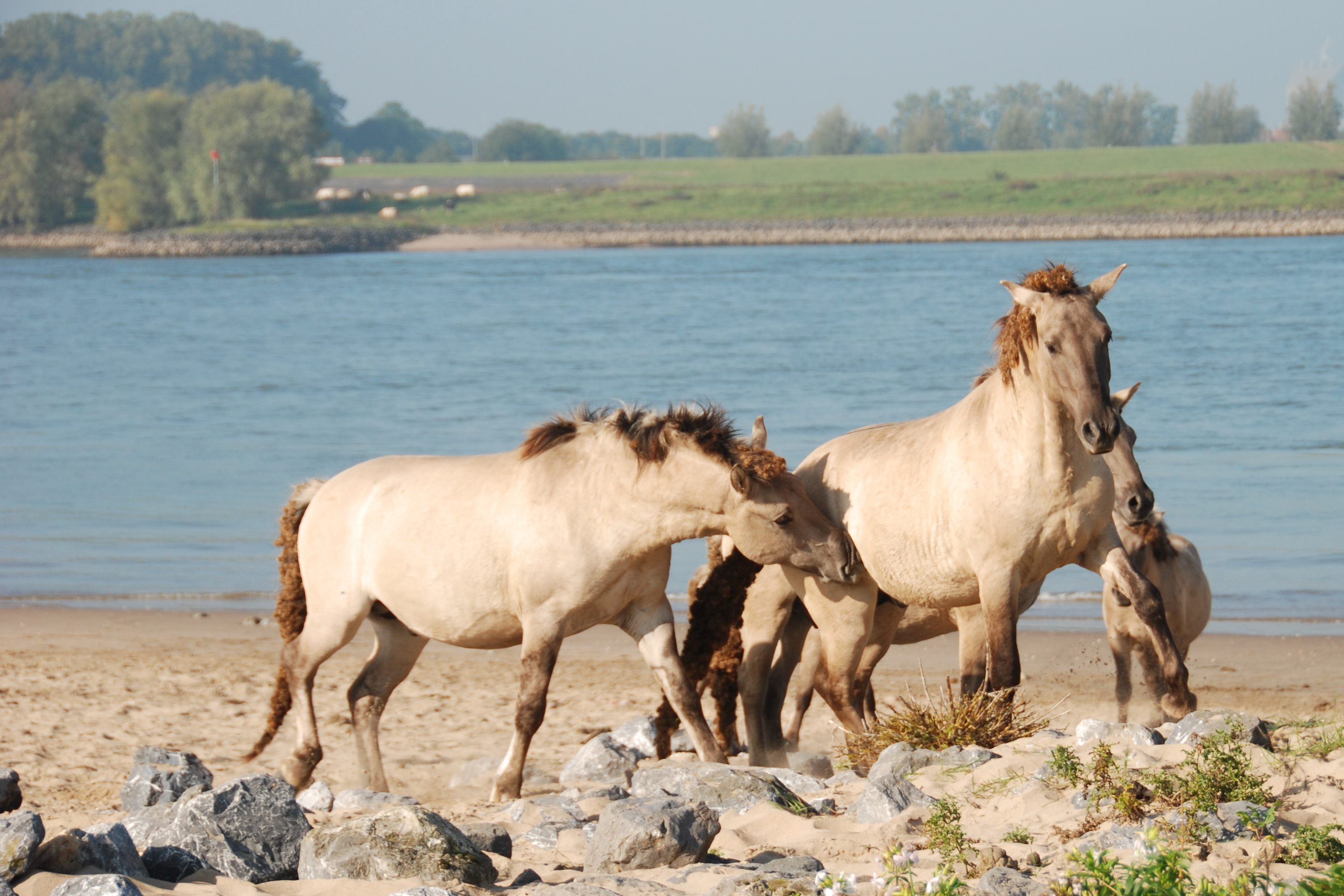
Les crinières et queues de ces chevaux Koniks en semi-liberté dans une vaste aire naturelle protégée sont presque couvertes de fruits de bardane. Les grands animaux sauvages en dispersaient autrefois les graines et fruits sur de grandes distances.

Ce sont des plantes de milieux ouverts à semi-ouverts, plutôt nitrophiles.
Originaire de l'Ancien Monde, plusieurs espèces ont été largement dispersées par l'homme et par zoochorie dans le monde entier. Le mode de dispersion du fruit est d'ailleurs à l'origine de la création du système Velcro. Les graines ingérées peuvent causer des irritations du tube digestif d'animaux domestiques, mais la plupart des animaux sauvages évitent généralement de les manger.
La grande bardane fait partie des plantes dont la culture est recommandée dans les domaines royaux par Charlemagne dans le capitulaire De Villis (fin du VIIIe ou début du IXe siècle).

## Phytonymie
Le nom scientifique du genre (Arctium) correspond au grec arktos (ours). Quant au nom vernaculaire (bardane), il est issu du latin médiéval bardana, altération du latin tardif dardana mentionné par Apulée, qui lui-même correspondrait au germanique *daroth (= dard).
Au Canada français, on l'appelle également craquia. Les noms familiers utilisés au Canada incluent  plant de tocs (un toc étant un fruit de bardane) et rhubarbe du diable.

## Caractéristiques du genre
Les plantes du genre Arctium sont des plantes bisannuelles.
Elles sont érigées, à feuilles abondantes, alternes, plus ou moins velues ou laineuses sur la face inférieure et en forme de cœur pour les plus basses, entières ou légèrement dentées. Les feuilles peuvent atteindre 71 cm de long, ce qui les fait parfois confondre avec de la rhubarbe, ou des plantes du genre Xanthium.
Le pétiole de la petite bardane est creux, celui de la grande bardane est plein.
Les espèces d'Arctium fleurissent généralement de juillet à octobre.
L'inflorescence se présente sous la forme de racèmes de capitules.
Les capitules sont globuleux, à sommet aplati, avec des fleurs tubulées le plus souvent pourpres.
L'involucre, communément appelé « teigne », est formé de très nombreuses bractées, chacune terminée par une soie en crochet.
Les diverses espèces sont génétiquement très proches l'une de l'autre et s'hybrident facilement.

## Taxonomie
Un grand nombre d'espèces ont autrefois été classées dans le genre Arctium, mais la plupart ont été reclassées depuis dans le genre Cousinia. Les délimitations entre les genres Arctium et Cousinia sont définies par la biologie moléculaire et leur phylogénie.

## Principales espèces en France
- Arctium chabertii Briq. & Cavill.
- Arctium lappa L. (Grande bardane)
- Arctium minus (Hill) Bernh. (Petite bardane)
- Arctium nemorosum Lej.
- Arctium pubens Bab.
- Arctium tomentosum Mill.

## Relations symbiotiques
Parmi les multiples relations symbiotiques des Bardanes, certaines sont liées au parasitisme comme la chenille du papillon Belle-Dame ou Vanesse des chardons, (Vanessa cardui), qui se nourrit de leurs feuilles. D'autres peuvent être qualifiées de mutualisme comme la Mouche de la Bardane (Tephritis bardanae) dont la larve se nourrit des graines au sein du capitule et l'adulte en se nourrissant de nectar assure la pollinisation croisée.

## Utilisation

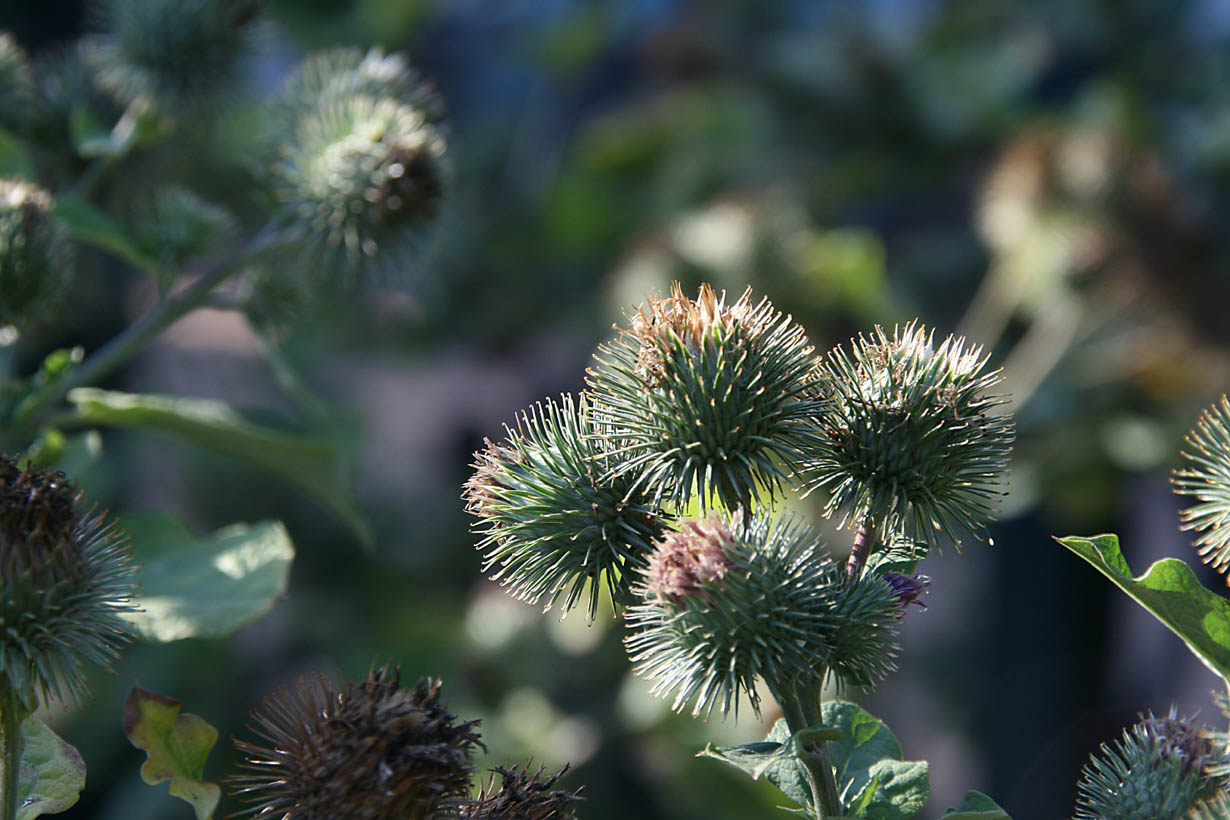
Involucre dArctium lappa, bardane cultivée.

La Grande bardane, la petite bardane (Arctium minor) et la bardane tomenteuse (Arctium tomentosum) ont des propriétés similaires et se récoltent et se cuisinent de la même manière.

### Usages culinaires (légume ancien)
La bardane fait partie des légumes anciens oubliés. Elle était autrefois cultivée dans les jardins, et même incluse dans les plantes dont la culture était recommandée dans les domaines royaux par Charlemagne (dans le capitulaire De Villis daté de la fin du VIIIe ou du début du IXe siècle).
- Racines : collectées avant que la tige n'apparaisse (en décembre), puis débarrassées de leur cortex elles ont un goût proche de celui de l'artichaut, et une saveur sucrée due à l'inuline (sucre assimilable par les diabétiques); de même pour l'intérieur de la tige.
- Jeunes pousses et jeunes feuilles : ramassées du printemps au début de l'été, elles se consomment généralement cuites. Selon les contextes, la feuille est parfois amère. Dans ce cas, on la cuit en 2 ou 3 bains, en changeant l'eau pour chaque bain. Les jeunes tiges, ainsi que le pétioles (creux) des feuilles peuvent être consommées cuits (en dé, ou à la manière des asperges, cuite à la vapeur ou sautées à la poêle ; cuites successivement dans plusieurs eaux, si le gout est amer). 
La tisane de feuilles de bardane (5 gr de feuilles dans 1 L d’eau bouillante, infusée 10 minutes, à raison de 2 à 3 tasses/jour serait bénéfique pour la peau, le foie et les reins[7].
Selon le Vidal, les feuilles sont utilisées en traitement d'appoint (en usage externe) contre les prurits, crevasses, gerçures, et les piqûres d'insecte[8].
- Fruits : en décoction, ils contribueraient à la santé de la flore intestinale, et apaiseraient certaines douleurs intestinales[réf. nécessaire]. Les petits fruits parfumés sont mis quelques minutes dans l'eau bouillante qu'on laisse ensuite reposer avant filtration. Cette décoction peut être sucrée au miel.

La consommation de la bardane est aujourd'hui peu courante en Europe, mais elle l'était au Moyen Âge et Arctium lappa est encore un légume populaire au Japon sous le nom de gobo (牛蒡).

### Usages médicinaux
L'activité détoxifiante, dépurative et hépatoprotectrice de la grande bardane (Arctium lappa) est reconnue par diverses pharmacopées,,
En herboristerie traditionnelle, la bardane (surtout l'huile extraite de sa racine) est réputée freiner la chute des cheveux et donc prévenir la calvitie ; on la retrouve dans un grand nombre de formules de lotions capillaires.[source insuffisante]
Sa racine est employée pour traiter les affections cutanées liées à un excès de séborrhée, telles que l'acné, ainsi que les  furoncles et les abcès ou encore le psoriasis.
Selon l'herboristerie traditionnelle, une macération alcoolique de la plante permet d'en conserver les propriétés : la racine fraiche nécessite de l'alcool à 95°, 200 ml d'alcool pour 100 g de racines fraîches. La racine sèche nécessite de l'alcool à 60°, 500 ml d'alcool pour 100 g de racines sèches. La racine macère en général pendant 2 à 3 semaines avant d'être pressée. Le liquide résultant est filtré puis mis en bouteille, et peut se conserver pendant plusieurs années.
Le fruit de la bardane est à l'origine de l'invention du Velcro.

## Illustrations

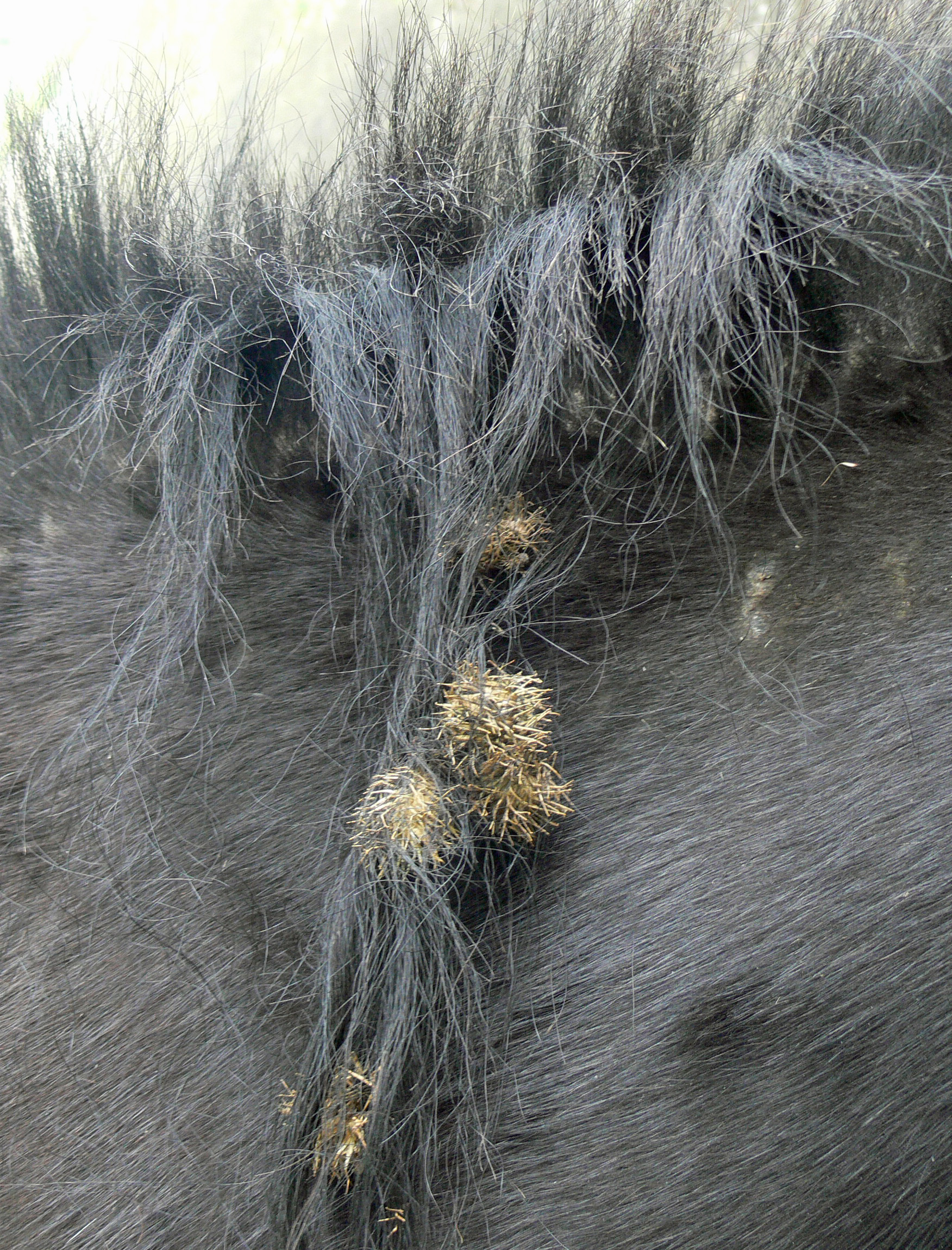
Fruits de bardane transportées dans le pelage d'un poney (zoochorie).
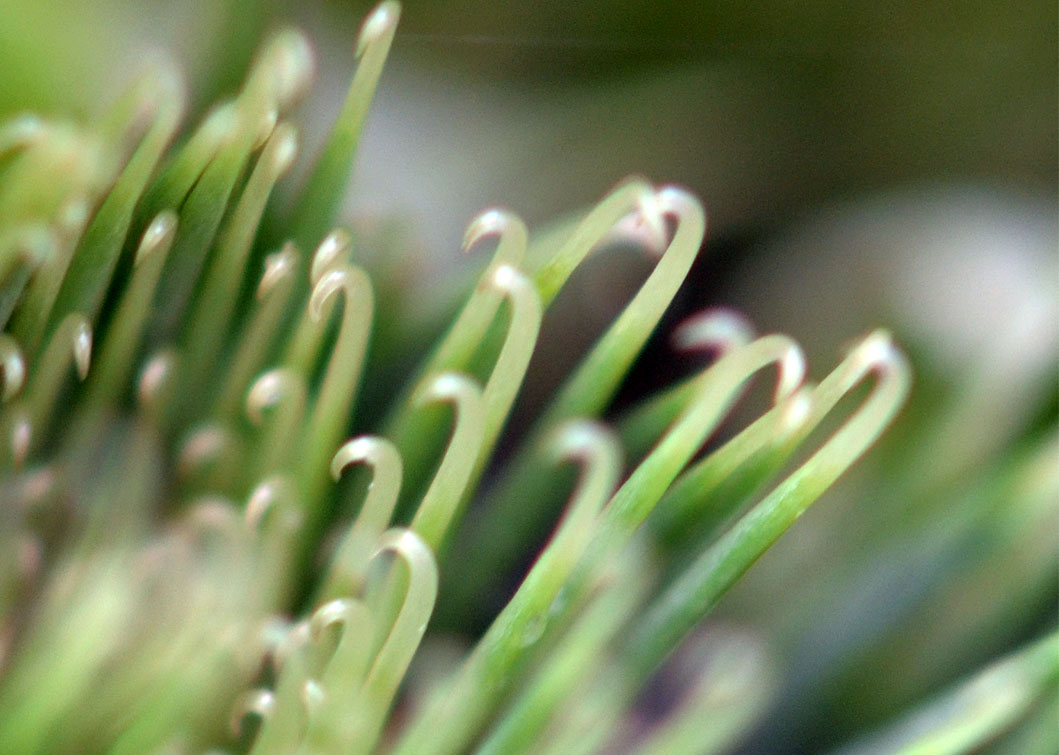
Crochets de bractées en formation, à l'origine de l'invention du Velcro.
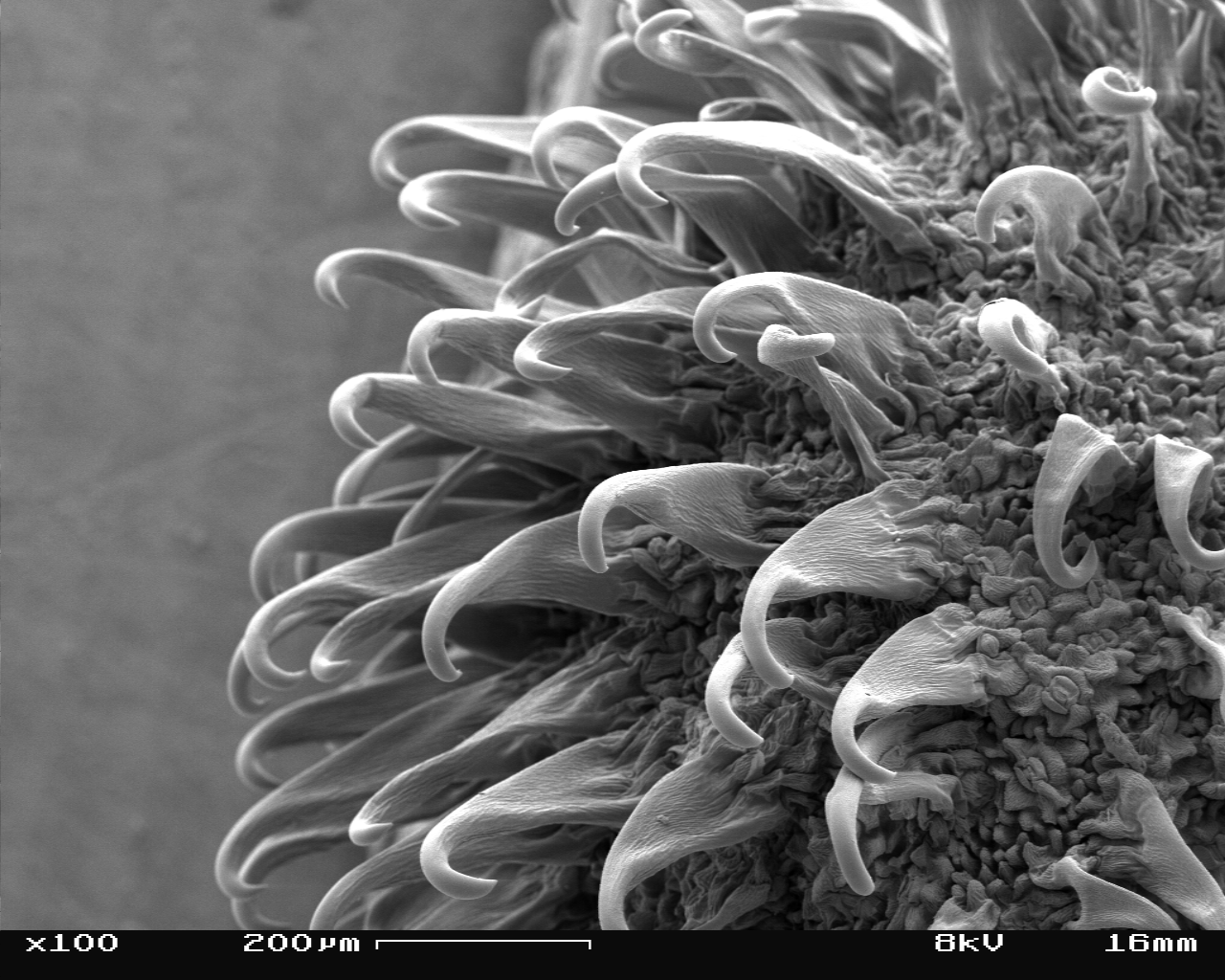
Crochets en formation, vus au microscope électronique, grossis 100 fois.
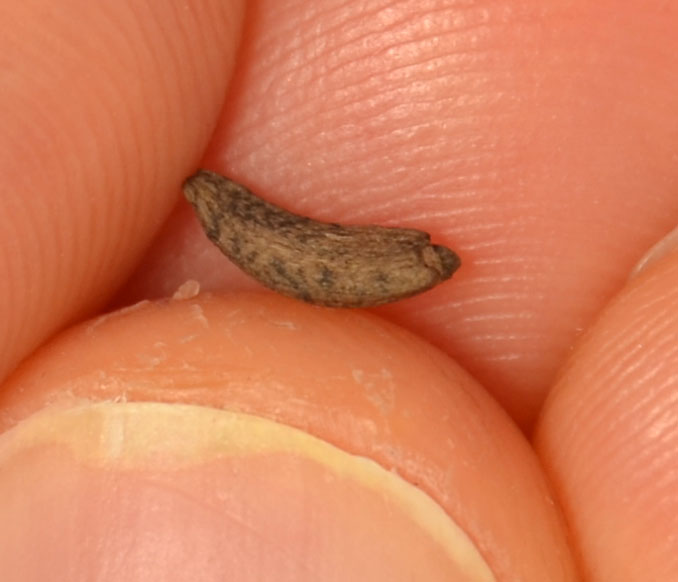
Graine de bardane.
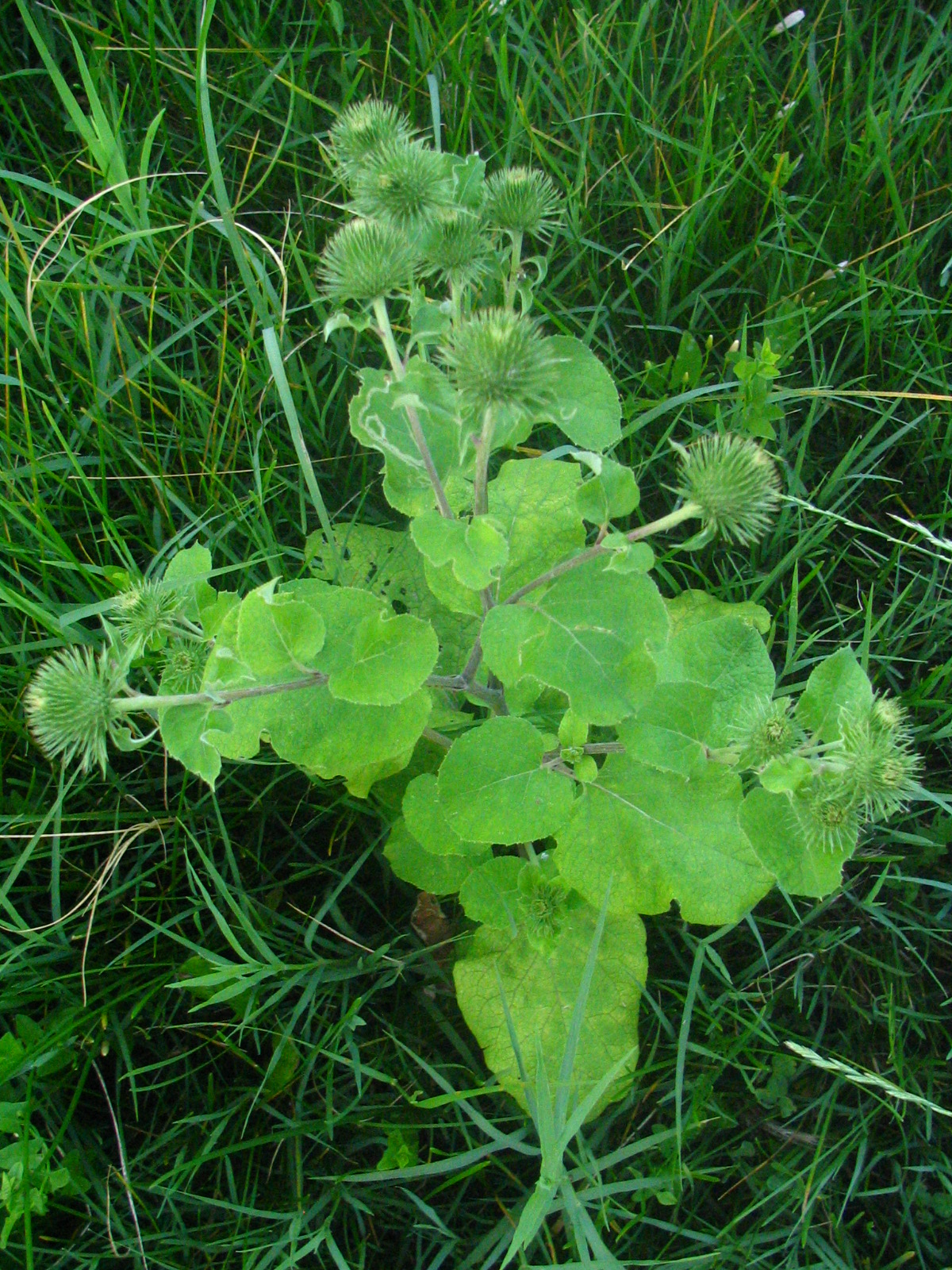
Bardane jeune.
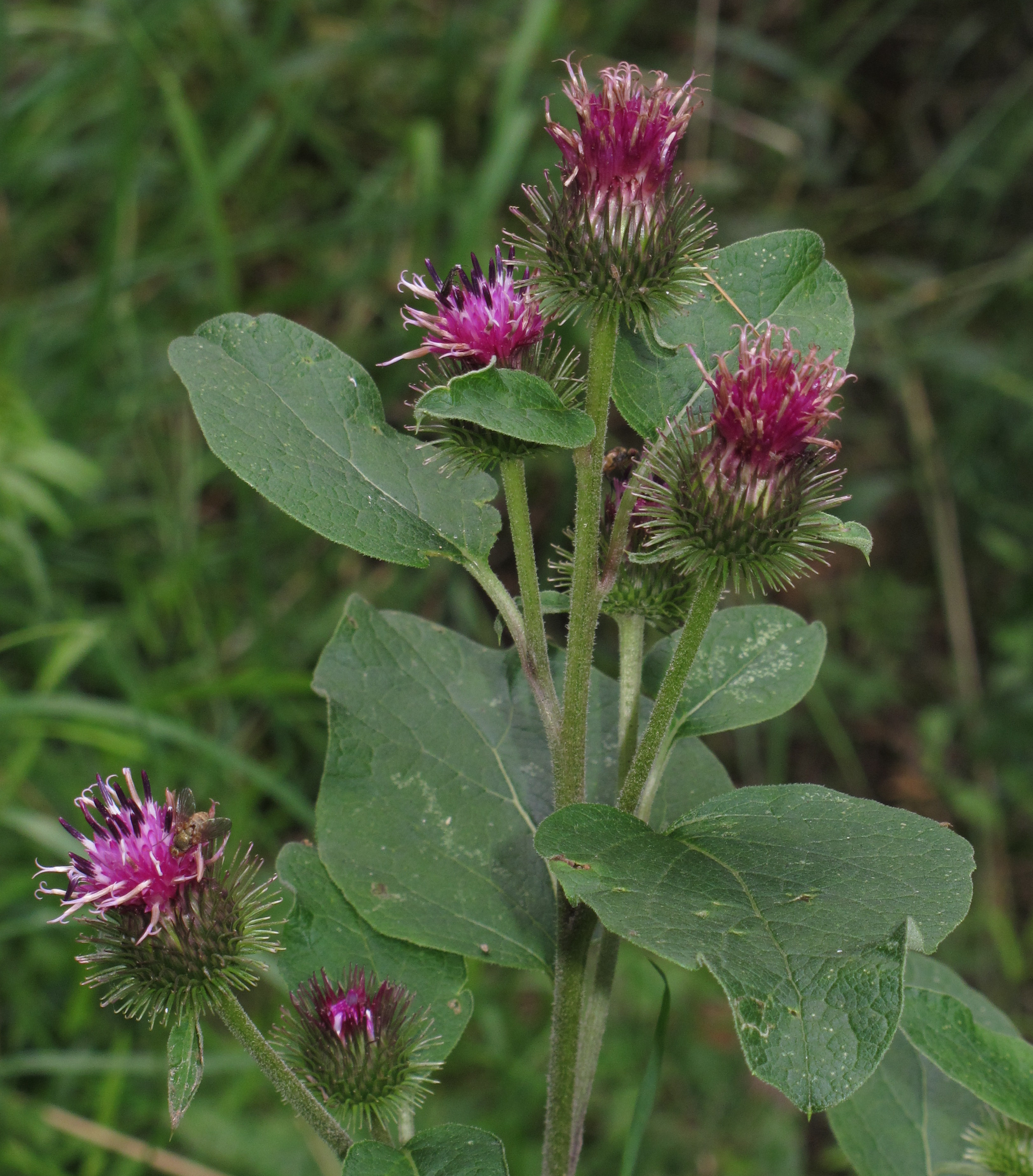
Petite bardane (Arctium minus).
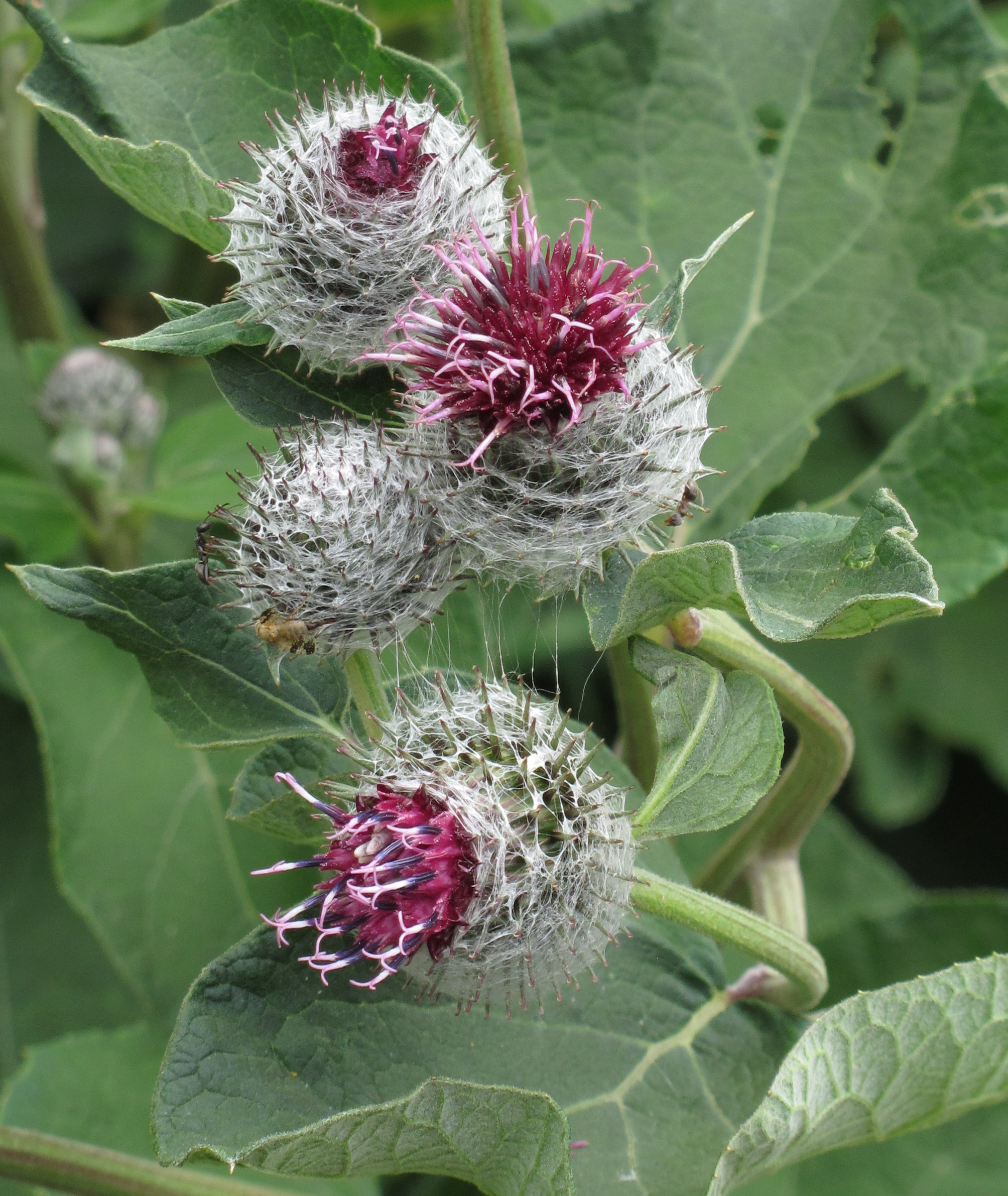
Arctium tomentosum.

Elle est utilisée en agriculture biologique sous forme d'extrait fermenté qui contiendrait de la potasse ainsi qu'un pouvoir « restructurant ».

## Aspects culturels
En peinture, elle symbolise la vertu notamment dans l'école allemande et hollandaise du XVIIe siècle, par exemple dans le tableau de Albert Cuyp Lady and Gentleman on Horseback (Wildener collection at the National Gallery of Art, Washington, DC, USA)[réf. souhaitée].
Dans Dragon Ball, le personnage de Baddack est nommé ainsi depuis la bardane.